# Juryj Małumau
Juryj Hieorhijewicz Małumau (biał. Юрый Георгіевіч Малумаў, ros. Юрий Георгиевич Малумов, Jurij Gieorgijewicz Małumow) – białoruski polityk i dyplomata, zastępca przewodniczącego Rady Najwyższej Republiki Białorusi XIII kadencji, w latach 1996–2000 deputowany do Izby Reprezentantów Zgromadzenia Narodowego Republiki Białorusi I kadencji, w latach 2003–2011 ambasador Białorusi w Turkmenistanie.

## Życiorys
W 1995 roku mieszkał w Mińsku, pełnił funkcję przewodniczącego Komitetu ds. Walki z Korupcją w Organach Władzy i Administracji Państwowej Administracji Prezydenta Republiki Białorusi. W drugiej turze wyborów parlamentarnych 28 maja 1995 roku został wybrany na deputowanego do Rady Najwyższej Republiki Białorusi XIII kadencji z bobrujskiego-uljanowskiego okręgu wyborczego nr 159. 9 stycznia 1996 roku został zaprzysiężony na deputowanego. Pełnił funkcję zastępcy przewodniczącego Rady. Był bezpartyjny, należał do popierającej prezydenta Alaksandra Łukaszenkę frakcji „Zgoda”. 4 marca został przewodniczącym stałej delegacji Rady do Zgromadzenia Parlamentarnego Rady Europy. Poparł dokonaną przez prezydenta kontrowersyjną i częściowo nieuznaną międzynarodowo zmianę konstytucji. 27 listopada 1996 roku przestał uczestniczyć w pracach Rady Najwyższej i wszedł w skład utworzonej przez prezydenta Izby Reprezentantów Zgromadzenia Narodowego Republiki Białorusi I kadencji. Od 18 grudnia pełnił w niej funkcję przewodniczącego Stałej Komisji ds. Ustawodawstwa. Zgodnie z Konstytucją Białorusi z 1994 roku jego mandat deputowanego do Rady Najwyższej zakończył się 9 stycznia 2001 roku; kolejne wybory do tego organu jednak nigdy się nie odbyły.
10 października 2003 roku Juryj Małumau został mianowany Nadzwyczajnym i Pełnomocnym Ambasadorem Republiki Białorusi w Turkmenistanie. Mimo to jego poprzednik, Leanid Raczkou, formalnie pełnił tę funkcję jeszcze przez miesiąc, do 10 listopada. Pełnił tę funkcję do 26 sierpnia 2011.